# Zro Bank
Zro Bank é o primeiro banco digital multi moedas do Brasil e o primeiro chatbank da América Latina. Sediada no Recife, a fintech brasileira pertence ao Grupo B&T, maior corretora de câmbio do Brasil, com 27 anos de história, e destaca-se nos segmentos de câmbio, criptomoedas e transferências via chat. Em setembro de 2020, o Zro Bank realizou o lançamento oficial do aplicativo na App Store e Google Play. 
Já no lançamento, o Zro Bank passou a oferecer aos seus clientes diversos serviços bancários sem a cobrança de taxas, como abertura de conta digital, transferências via TED, emissão de boletos e cartão de débito internacional com a bandeira VISA.
Além dos serviços bancários, o Zro Bank oferece serviço de câmbio, sem cobrar taxas pela conversão de moedas. Por meio de uma integração do aplicativo do Zro Bank com o Telegram, o usuário consegue enviar e receber dinheiro (em Reais ou Bitcoins) por mensagem, 24 horas por dia, 7 dias por semana, com isenção de taxas. O serviço ficou conhecido como chatbank e é inspirado no WeChat, serviço multiplataforma de mensagens instantâneas desenvolvido pela Tencent, na China.